# Большекызылбаево
Большекызылбаево (баш. Оло Ҡыҙылбай) — деревня в Мечетлинском районе Башкортостана, входит в состав Алегазовского сельсовета.

## Население
| 1939 | 1959 | 1970 | 1979 | 1989 | 2002 | 2009 |
| ---- | ---- | ---- | ---- | ---- | ---- | ---- |
| 748  | ↘682 | ↗738 | ↘585 | ↘494 | ↗508 | ↘467 |
| 2010 |      |      |      |      |      |      |
| ↘451 |      |      |      |      |      |      |

Национальный состав
Согласно переписи 2002 года, преобладающие национальности —  башкиры (65 %), татары (33 %).

## Географическое положение
Находится на левом берегу реки Ай.
Расстояние до:
- районного центра (Большеустьикинское): 15 км,
- центра сельсовета (Алегазово): 5 км,
- ближайшей ж/д станции (Красноуфимск): 113 км.

## Религия
В деревне есть мечеть.